# Mieczysław Tomczak
Mieczysław Tomczak, ps. Henryk Rondo, Gustaw Tyński (ur. 2 października 1886 w Łagiewnikach w pow. Koło, zm. 1949 w Łodzi) – poseł Sejmu Ustawodawczego w latach 1919–1922, wiceprezydent Pabianic, działacz polityczny i społeczny.

## Życiorys
Urodził się w robotniczej rodzinie, jako syn Andrzeja i Marii z d. Śmigielskiej. Ukończył szkołę ludową w Pabianicach, a następnie pracował jako tkacz.
Od 1905 działacz Narodowego Związku Robotniczego (NZR). W 1907 zastępca Naczelnika Organizacji Bojowej NZR. Od 1907 współpracował z PPS – Frakcją Rewolucyjną. W latach 1915–1918 członek POW. W 1919 wybrany na posła do Sejmu Ustawodawczego z listy NZR. Prezes Związku Strzeleckiego w Pabianicach (1925–1929). W 1926 był radnym miejskim w Pabianicach. W 1928 kandydował do Rady Miejskiej z Narodowego Bloku Pracy i został wiceprezydentem Pabianic (do 1933). Wchodził także w skład Rady Miejskiego Uniwersytetu Powszechnego. W 1932 był przewodniczącym Rady Nadzorczej Spółdzielczego Stowarzyszenia Spożywców „Społem” w Pabianicach. Pełnił też funkcję prezesa pabianickiej Ligi Morskiej i Kolonialnej (1935).
Od połowy lat 30. działacz, wiceprzewodniczący Narodowego Stronnictwa Pracy (NSP). W czasie wojny w konspiracji. Po 1946 członek Rady Naczelnej Stronnictwa Pracy (SP).

## Ordery i odznaczenia
- Medal Niepodległości (16 marca 1933)[1]

- Srebrny Krzyż Zasługi (9 listopada 1932)[2]